# 1631 год в науке
В 1631 году произошли различные научные и технологические события, некоторые из которых представлены ниже.

## Публикации
- Посмертно вышел в свет сборник трудов английского математика Томаса Хэрриота под названием Artis Analyticae Praxis. Хэрриот значительно усовершенствовал математическую символику Франсуа Виета, в частности, он ввёл в науку знаки неравенства.
- Другой английский математик Уильям Отред опубликовал трактат Clavis Mathematicae[1], превосходный учебник арифметики, использовавшийся даже в XVIII веке. При жизни Отреда книга выдержала три переиздания. В этой книге Отред также предложил несколько новых математических символов, закрепившихся в математике; среди них знак умножения в виде крестика (×), знак деления (косая черта), символ параллельности ({\displaystyle \|})[2][3].
- Посмертное издание труда по анатомии датского врача Каспара Бартолина Controversiæ anatomicæ et affines nobiliores ac rariores. Позднее книга переиздавалась 17 раз на трёх языках[4].
- Труд по коническим сечениям французского математика Клода Мидоржа (первые два тома из четырёх, остальные тома вышли в 1639 году). В этом же году Мидорж издал также сочинение по оптике Prodromus catoptricorum et dioptricorum.
- Кристоф Шейнер описал в трактате Pantographice, seu Ars delineandi res quaslibet per parallelogrammum lineare seu cauum, mechanicum, mobile изобретённый им чертёжный инструмент — пантограф[5].

## События
- 7 ноября[6] — прохождение Меркурия по диску Солнца, предсказанное в 1629 году Иоганном Кеплером. Наблюдалось несколькими европейскими астрономами, первое в истории наблюдение провёл Пьер Гассенди. 7 декабря произошло и прохождение Венеры по диску Солнца[7][8], также предсказанное в 1629 году Кеплером, однако в Европе условия наблюдения были неблагоприятны, и впервые это важное событие наблюдал Джереми Хоррокс в 1639 году.
- Архимандрит Киево-Печерской лавры Пётр Могила основал «Киевский коллегиум» (духовную академию)[9].

## Родились
См. также: Категория:Родившиеся в 1631 году
- (дата неизвестна) — Уильям Болл, английский астроном, исследователь Сатурна, один из основателей Лондонского королевского общества и первый его казначей (умер в 1690 году).

## Скончались
См. также: Категория:Умершие в 1631 году
- 23 августа — Константинас Сирвидас, один из основоположников литовской письменности (род. около 1579 года).
- 20 октября — Михаэль Мёстлин, немецкий астроном и математик, наставник Иоганна Кеплера (род. в 1550 году).
- 20 октября — Катрин де Партене (род. в 1554 году).